# Erich Beer
Pour les articles homonymes, voir Beer.
Erich Beer est un footballeur allemand né le 9 décembre 1946 à Neustadt bei Coburg. Il jouait en milieu de terrain. 
Il fut de la sélection allemande lors de la Coupe du monde 1978 en Argentine.

## Carrière
- 1968-1969 : FC Nuremberg  Allemagne
- 1969-1971 : Rot-Weiss Essen  Allemagne
- 1971-1979 : Hertha BSC Berlin  Allemagne
- 1979-1981 : Al Ittihad Djeddah  Arabie saoudite
- 1981-1982 : TSV Munich 1860  Allemagne[1]

## Palmarès
- 24 sélections et 7 buts avec l'équipe d'Allemagne entre 1975 et 1978.